# Cephalophorus niger
Il cefalofo nero (Cephalophorus niger (Gray, 1846)), noto anche come Tuba in dioula, è un cefalofo originario delle foreste dell'Africa occidentale.

## Descrizione
C. niger è un cefalofo dalla costituzione robusta, con corpo allungato e brevi zampe tozze. Pesa 9-24 kg, ma la maggior parte degli esemplari si aggira sui 15-20 kg. Misura 80-100 cm di lunghezza e raggiunge un'altezza al garrese di circa 50 cm.
Come indica il nome, il cefalofo nero è ricoperto da un morbido e lucido mantello nero o nero-brunastro. I peli che lo costituiscono sono più lunghi di quelli della maggior parte degli altri cefalofi, sebbene questa caratteristica sia difficile da osservare negli esemplari in vita, dal momento che i peli vengono sempre tenuti piegati contro il corpo. Il mantello della regione ventrale è leggermente più chiaro di quello del dorso, e talvolta è presente una chiazza arancio-ruggine tra le zampe anteriori. La coda è breve (circa 12 cm di lunghezza), con il pelame nero della superficie superiore che contrasta nettamente con il bianco di quella inferiore.
La testa, relativamente lunga, è di colore nero, con la fronte e un ciuffo di peli sulla sommità arancio-rossicci. Dal nero del corpo, il pelame si schiarisce fino a divenire grigio chiaro attorno alla gola e al mento, dove forma una specie di «bavaglio». Lo stesso colore grigio chiaro è presente anche all'interno delle orecchie, il dorso delle quali è nero. Kingdon descrive le narici some «rigonfie».
Le corna, diritte e appuntite, sono presenti solitamente in entrambi i sessi, sebbene talvolta vengano nascoste dal ciuffo frontale. La loro lunghezza è indicata da Happold sugli 8 cm, ma Walther riporta che nei maschi possono raggiungere i 7,5-17,5 cm. Come nella maggior parte dei Bovidi, le femmine hanno corna molto più piccole, di soli 2,5-3 cm.

## Distribuzione e habitat
Il cefalofo nero è presente dalla regione di Kindia, presso il confine tra Guinea e Sierra Leone, fino al corso inferiore del fiume Niger, attraverso Liberia, Costa d'Avorio, Ghana, Togo e Nigeria.
C. niger è molto comune nelle foreste secondarie. In tutto l'areale, è diffuso prevalentemente nelle foreste pluviali di pianura, sebbene alcuni esemplari siano stati osservati anche in foreste a galleria, chiazze forestali isolate e foreste semi-decidue ai margini degli habitat prediletti. La relativa abbondanza della specie si deve in parte all'abilità di colonizzare i resti di foresta intervallati da aree agricole.

## Biologia
Il cefalofo nero viene avvistato molto di rado, e finora sono stati condotti solo pochi studi riguardo alla sua ecologia e al suo comportamento. Happold riporta che C. niger sia prevalentemente notturno, mentre Kingdon e Newing sostengono entrambi che sia una specie diurna. Dopo aver osservato per 260 giorni cinque esemplari in cattività allo Zoo di Monrovia (Liberia), Newing riscontrò un tasso di attività pari al 64% delle ore diurne (dalle 06:30 alle 18:00) e solo al 24% di quelle notturne (dalle 18:30 alle 06:00). Kingdon (1997) riporta che allo stato selvatico questa specie sia territoriale, nonché quasi sempre solitaria. Secondo Happold, il cefalofo nero è ecologicamente simile al cefalofo di Maxwell (Philantomba maxwellii), mentre Kingdon ipotizza che occupi nelle foreste pluviali dell'Alta Guinea una nicchia ecologica simile a quella occupata dal cefalofo di Peters (C. callipygus) nell'Africa centrale.
C. niger si nutre di frutti caduti e di fiori, foglie ed erbe, e si presume che come molti altri grossi cefalofi dipenda dagli alberi che producono frutti tutto l'anno. Le fonti di cibo disponibili sono limitate anche dalle dimensioni: in cattività, infatti, è stato dimostrato che non può masticare oggetti con un diametro superiore ai 6 cm.
Gran parte dei dati inerenti alla riproduzione di questa specie deriva da studi effettuati su esemplari in cattività. In natura, un giovane esemplare è stato avvistato in maggio, il che lascia ipotizzare che almeno alcune nascite avvengano verso la fine della stagione secca o agli inizi della stagione delle piogge. Al Gladys Porter Zoo di Brownsville (Texas) è stato registrato un periodo di gestazione di 126 giorni. L'intervallo tra una nascita e l'altra allo Zoo di Los Angeles è, in media, di 7 mesi e mezzo.
Alla nascita, gli esemplari in cattività di cefalofo nero pesano 1,42-2,18 kg, indifferentemente dal sesso. Entro i primi 8-10 giorni, il peso corporeo si mantiene sugli 1,65-3,20 kg, ma all'età di un mese le dimensioni del piccolo raddoppiano (2,75-4,00 kg) e i maschi divengono generalmente più grandi delle femmine. A 46 giorni, un cefalofo maschio che alla nascita pesava 1,85 kg aveva raggiunto i 5,9 kg. A 5 mesi e mezzo una giovane femmina (con un peso alla nascita di 1,70 kg) pesava 15,40 kg, mentre un altro esemplare dello stesso sesso (con un peso alla nascita di 1,80 kg) ne pesava 17,25 a 6 mesi.
Gli esemplari allevati a mano allo Zoo di Los Angeles vengono solitamente svezzati a circa 95 giorni di età. Alcuni esemplari in cattività sono vissuti più di 11 anni.

## Conservazione
La IUCN inserisce il cefalofo nero tra le specie a basso rischio, mentre la CITES non lo pone in nessuna delle sue Appendici. La principale minaccia per la sopravvivenza della specie è la continua caccia incontrollata per il commercio del bushmeat. La popolazione attuale viene stimata sui 100.000 esemplari, ma la specie è in diminuzione un po' ovunque.